# Number 1's (álbum de Mariah Carey)
O título correto deste artigo é #1's (álbum de Mariah Carey). A substituição ou omissão do sinal # ocorreu devido a restrições técnicas.
#1's é o primeiro álbum de compilação da artista musical estadunidense Mariah Carey. O seu lançamento ocorreu em 17 de novembro de 1998, através da editora discográfica Columbia Records. O álbum apresenta todos os então treze singles de Carey que lideraram a Billboard Hot 100, contidos em todos os seus álbuns de estúdios anteriores de estúdio, Mariah Carey (1990), Emotions (1991), Music Box (1993), Daydream (1995) e Butterfly (1997). Além de seus trabalhos anteriores, incluiu quatro novas canções, "Sweetheart", "When You Believe", "I Still Believe" e "Whenever You Call". Juntamente com a própria artista, Jermaine Dupri, Babyface, Walter Afanasieff, Sean Combs, The Ummah, Stevie Jordan, Manuel Seal, Dave Hall, David Cole, Robert Clivillés, Narada Michael Walden, Ric Wake, Rhett Lawrence e Mike Mason foram os profissionais que fizeram parte da produção do disco. Inclui também participações especiais de Dupri, Whitney Houston, Brian McKnight, Boyz II Men, Ol' Dirty Bastard e Trey Lorenz. Musicalmente, incorpora estilos musicais como o R&B, pop e o soul.
Apesar de mostrar as características de um álbum de grandes êxitos comum, Careyj expressou insatisfação na escolha das canções, o que ela chamou de uma grande coleção de seus singles mais comerciais. Carey sentiu que se #1's era um álbum de grandes êxitos tradicional, o trabalho deveria incluir outras músicas que não atingiram o número um, mas que eram muito mais importantes em sua carreira. Ela manifestou diversas vezes a sua frustração com a escolha das faixas no álbum, expressando seu desapontamento com a omissão de suas canções favoritas. No Japão, o álbum também incluiu "All I Want for Christmas Is You", que permanece como o single mais vendido de Carey no país. A compilação obteve análises mistas da mídia especializada, em que diversos resenhadores foram ambivalentes em relação ao novo material e a decisão de incluir apenas canções que atingiram a primeira posição nos Estados Unidos. Comercialmente, debutou na quarta posição da tabela estadunidense Billboard 200, enquanto conquistou a liderança nas tabelas do Japão e as dez melhores colocações em diversos países, como a Austrália, a Áustria, o Canadá e a Espanha. No Japão, a compilação permanece como o álbum mais vendido por uma artista não-asiática no país, comercializando mais de três milhões de cópias em apenas três meses após o seu lançamento. Mundialmente Vendeu mais de 21 milhões de exemplares.
"Sweetheart", o primeiro single extraído da obra, conta com a participação de Jermaine Dupri e conquistou um desempenho moderado comercialmente devido ao seu lançamento limitado. O segundo, "When You Believe", apresenta Whitney Houston e foi incluído na trilha sonora do filme The Prince of Egypt, Carey recebeu um Oscar de Best Original Song. Obteve um bom desempenho comercial, classificando-se entre as dez melhores posições na Bélgica, na França, nos Países Baixos e no Reino Unido. As vendas de #1's foram muito mais altas do que havia sido planejado pela gravadora. Graças ao seu sucesso comercial e ao seu reconhecimento, a compilação foi creditada por influenciar os lançamentos de álbuns de grandes êxitos de artistas de outras décadas.

## Antecedentes e desenvolvimento
"Todo mundo balançou como se eu não fosse incluir nada novo porque achavam que eu não iria aceitar nenhum, single que fosse número um. Isso não é verdade. Eu não queria 'quebrar uma sequência'. A minha sequência foi quebrada há muito tempo. Eu nem sequer tenho uma sequência. Eu tinha cinco números um, então eu tinha gravações que não foram número um. Tudo o que eu queria incluir era "Breakdown" com Bone-Thugs-N-Harmony. Isso foi um acéfalo. [Eu queria] lança-lo. Eu sempre vou ficar chateada com o fato de que "Breakdown" não teve o seu reconhecimento suficiente.

—Carey falando sobre o seu desapontamento com os singles incluídos em uma entrevista à revista Vibe'.
Em setembro de 1998, um ano após o lançamento de seu sexto álbum de estúdio Butterfly (1997), Carey estava focada no desenvolvimento de um filme e uma trilha sonora correspondente, ambos intitulados All That Glitters. No entanto, tais projetos foram colocados no inferno do desenvolvimento, fazendo Carey pausar as produções, isso foi o inicio das perseguições a cantora pois Mottola não queria perder o controle de sua vida. Durante este período, ela decidiu embarcar em uma turnê para divulgar Buttefly, que ainda estava vendendo fortemente. Entretanto, executivos da Sony Music — empresa-mãe da então gravadora de Carey, Columbia Records —, queriam preparar o lançamento de um álbum de grandes êxitos para a época do natal, cujo período era bastante lucrativo para a gravadora. Carey, não tendo tempo para gravar nenhuma canção, concordou. No entanto, ambos discordaram em relação aos singles que deveriam constituir o álbum. A Sony queria lançar uma coletânea que incluísse apenas singles que atingiram a primeira posição na tabela estadunidense Billboard Hot 100, sem nenhum material inédito. A cantora, por sua vez, sentiu que um álbum de grandes êxitos deveria refletir apenas suas canções mais pessoais e favoritas em vez de suas faixas com maior apelo comercial. Para acompanhar seus então treze singles que lideraram a tabela estadunidense, Carey decidiu gravar quatro novas canções. Ela sentiu que não incluindo nenhum material novo iria decepcionar seus fãs, e que por isso, deveria incluir algumas obras inéditas. Enquanto comprometida, Carey manifestou diversas vezes a sua insatisfação em relação à escolha das músicas do disco, expressando seu desapontamento com a omissão de suas faixas favoritas, o que já estava notório que a gravadora já não estava lhe dando tanta liberdade em seu trabalho.
Por esta razão, a Sony intitulou o álbum de #1's, já que Carey sentiu a necessidade de explorar o verdadeiro conteúdo do disco: uma coleção de seus sucessos que ficaram em primeiro lugar nos Estados Unidos. Carey citou frequentemente "Underneath the Stars" e "Breakdown" como algumas das canções que ela não conseguiu incluir na compilação. No encarte do disco, Carey escreveu que estava lançando uma coleção de canções número um como um "agradecimento" e uma homenagem aos seus fãs, e explicou que algum dia lançaria um verdadeiro álbum de grandes êxitos,(ou seja ela não estava satisfeita com aquela compilação pois não saiu da maneira que ela desejava) contendo canções que não foram lançadas como singles, bem como singles que não atingiram o primeiro lugar. Em dezembro de 2001, a Columbia lançou Greatest Hits, que apresentou singles que ficaram em primeiro lugar, bem como canções que, segundo a cantora, "precisavam realmente ser ouvidas", como "Underneath the Stars" e "Forever". Em uma entrevista à MTV, Carey fez uma declaração para o álbum, concluindo: "Há muitas canções que eu fiquei realmente contente [de serem incluídas], porque elas apresentam a luz do dia. Eu acho que as pessoas vão gostar mais de Greatest Hits porque as canções que foram incluídas nesse álbum não foram necessariamente singles".

## Escrita e composição
O primeiro número de Carey a ser apresentado no álbum foi "Vision of Love". Foi o primeiro single de Carey e foi a música que a impulsionou para a cena musical. A música foi aclamada e foi creditada como influenciadora e popularizadora do uso do melisma ao longo dos anos 90. Três outras músicas foram incluídas em seu  álbum de estreia auto-intitulado, "Love Takes Time", "Someday" e "I Don't Wanna Cry". O quinto single apresentado no álbum foi "Emotions", o primeiro single do álbum de mesmo nome. Por causa do conjunto estrito de singles no topo das paradas, nenhum dos outros singles do Emotions fez parte da lista de faixas. Outra música que apareceu no #1's foi a versão de Carey do clássico do The Jackson 5, "I'll Be There", que foi o primeiro single do seu álbum ao vivo, MTV Unplugged. Os singles do Music Box de 1993, obtiveram uma aparição no álbum também. "Dreamlover", o sétimo número um do álbum, foi o primeiro single do Music Box. A música liderou o Billboard Hot 100 por oito semanas e foi descrito como um "pequeno pedaço de pop aveludado", representando um lado mais comercial para Carey do que o "mais ambicioso", "Vision of Love". A canção foi o começo de uma maturidade vocal para Carey, e foi considerada uma canção notável em sua carreira. O segundo single do Music Box, "Hero", também fez o corte final do álbum. Segundo o autor Chris Nickson, Hero foi uma das "baladas mais inspiradoras" de Carey. O terceiro single do álbum, cover de "Without You" de Harry Nielsen, no entanto, não conseguiu ter o mesmo sucesso nos EUA, que a versão original, devido à popularidade da música na Europa, ela foi incluída na edição internacional do álbum.
"All I Want for Christmas Is You", o single principal do álbum de natal de Carey, Merry Christmas, também foi incluído na lista internacional de faixas. A música se tornou um dos singles mais vendidos por uma não asiática e o single mais vendido no Japão em 1994, vendendo 1,1 milhão de cópias. Além disso, "All I Want for Christmas Is You" foi chamado de "uma das principais características musicais da temporada de férias", e é a única música e ringtone a chegar ao status multi-platina nos EUA. Ocupando três dos treze números do álbum, os singles do lançamento de Carey em 1995, Daydream. O primeiro single do álbum "Fantasy", No entanto, foi o remix oficial da música, que contou com versos do rap de Ol' Dirty Bastard, o que causou o corte do disco. Esta foi uma decisão pessoal tomada por Carey, como era de sua preferência. A segunda música do Daydream a ser apresentada no álbum foi "One Sweet Day", um dueto de Carey com Boyz II Men. A música ficou no topo da Hot 100 por dezesseis semanas consecutivas, e detém o recorde de maior número de músicas em execução na história do Hot 100. A terceira e última música do álbum, "Always Be My Baby", passou duas semanas no topo das paradas nos EUA, ganhando assim um lugar no álbum também.
O mais recente trabalho de estúdio de Carey na época, Butterfly, também rendeu duas canções número um. O primeiro single do álbum, "Honey", foi uma canção de transição de carreira para Carey, que a introduziu como uma artista hip hop soul, bem como versos de rap estendido ao longo da música. Embora muito diferente de qualquer coisa anteriormente gravada por Carey, a faixa foi descrita como "música Hip-Hop street, com um baixo explosivo". A segunda música de Butterfly, "My All", passou uma semana no topo das paradas. Carey descreveu a música como "[tendo] um som exuberante e de estilo intenso". Somente escrito por Carey e Walter Afanasieff, "My All" apresentava arpejos de guitarra, que foram sinteticamente criados com o uso inteligente de Sampler e notas de teclado. Como resultado, a música foi bem recebida, sendo chamada de "R&B furtivo, geleia lenta, que se encaixava com Mariah como uma luva".

### Material inédito
Como Carey pretendia com #1's servir como um sinal de gratidão a seus fãs, o álbum continha quatro novas músicas não incluídas anteriormente em seus álbuns. O primeiro foi um cover de "Sweetheart" (1987), de Rainy Davis, apresentado como um dueto com o co-produtor e rapper Jermaine Dupri. Dupri trabalhou com Carey no passado, contribuindo para o seu álbum Daydream e co-produziu vários remixes hip-hop das suas canções. Carey disse sobre a inspiração para a gravação: "Eu estava pensando nas músicas antigas que eu costumava ouvir quando estava na escola. É um álbum muito fofo. Garotas jovens vão gostar do jeito que eu gostei quando eu estava crescendo". Outra nova música em destaque #1's foi "When You Believe", que Carey disse que foi incluída porque ela achava que era "um milagre" o fato dela e Houston colaborarem em um disco. Durante o desenvolvimento de All That Glitters, Carey foi apresentada ao produtor da DreamWorks, Jeffrey Katzenberg, que perguntou se ela gravaria a música "When You Believe" como trilha sonora do filme de animação The Prince of Egypt. Carey e Houston gravaram suas partes separadamente, e ambos ficaram muito entusiasmados com a participação no projeto. Em entrevista à MTV, Carey fez a seguinte declaração sobre "When You Believe" e sobre o trabalho com Whitney Houston:

"É uma espécie de música de mensagem. É sobre o que 'Príncipe do Egito' é, Moisés. Se algum dia fossemos nos unir em qualquer tipo de disco, esse é definitivamente é o certo, e realmente a coisa mais legal para mim é que depois de todo o drama e todo mundo fazendo como se tivéssemos uma rivalidade, ela foi muito legal e nos divertimos muito no estúdio. E então, foi uma boa experiência".

A canção foi co-escrita por Stephen Schwartz e Babyface, que também produziu a música. Carey já havia colaborado com Babyface em canções de seus álbuns, Music Box (1993) e Daydream (1995). Babyface expressou como ele passou por mais de uma versão da música e descreveu sua produção como uma bela balada de filmes, algo diferente do que ele, Carey ou Houston já haviam gravado. Em uma entrevista para a Vibe, Carey disse que "gostou [da música] do jeito que ela era". Ela o caracterizou como "uma balada muito grande, mas de uma maneira inspiradora" e negou especulações de que houvesse rivalidade ou animosidade entre ela e Houston antes de sua gravação: "Eu nunca realmente falei com ela até agora. Nós nunca tivemos quaisquer problemas entre nós. A mídia e todo mundo criou isso".|source=—Houston, sobre sua amizade e trabalho com Mariah Carey.
Carey co-escreveu e co-produziu a música "Whenever Call", com o colaborador de longa data Walter Afanasieff para o seu álbum, Butterfly. No entanto, para mudar o ritmo e o formato da música, Carey decidiu refaze-la como um dueto com Brian McKnight, porque ela sentiu que era uma das melhores músicas de Butterfly. Carey também expressou como os vocais de McKnight adicionaram muito à música, descrevendo o projeto como "aperfeiçoando a música". McKnight compartilhou sentimentos semelhantes, dizendo: "Foi incrível ir ao estúdio com alguém que é tão bem sucedido, e tem esse tipo de histórico. Mariah é alguém que poderia pedir a qualquer pessoa no mundo para cantar com ela, e eles me ligaram. O álbum contém um dueto com Whitney Houston ... é uma ótima companhia para se estar".
Uma das canções que Carey gravou especificamente para o disco foi um cover de "I Still Believe" (1988), de Brenda K. Starr, co-produzido por Stevie J e Mike Mason. Durante o final da década de 1980, Starr ajudou Carey a garantir um contrato de gravação, enquanto trabalhava como cantora de apoio de Starr. Nas notas do encarte do álbum, Carey escreveu que o propósito da música era exclusivamente prestar homenagem a ela. De acordo com Carey, a música "me lembra do fato de que não muito tempo atrás eu era uma adolescente sem nada em meu nome, só com uma fita demo, minha voz e minha habilidade de escrever músicas. Brenda K. Starr me tratou como uma estrela". Outra música que Carey e Stevie J co-produziram foi um cover de "Theme from Mahogany (Do You Know Where You're Going To)"(1975), de Diana Ross. A última música foi a terceira música não original do álbum, e experimentou um lançamento limitado em alguns países da Europa. Durante um comunicado de imprensa para o álbum, foi relatado que uma versão ao vivo exclusiva de "Hero" seria incluída. No entanto, a ideia foi descartada e a versão nunca foi lançada.

## Singles

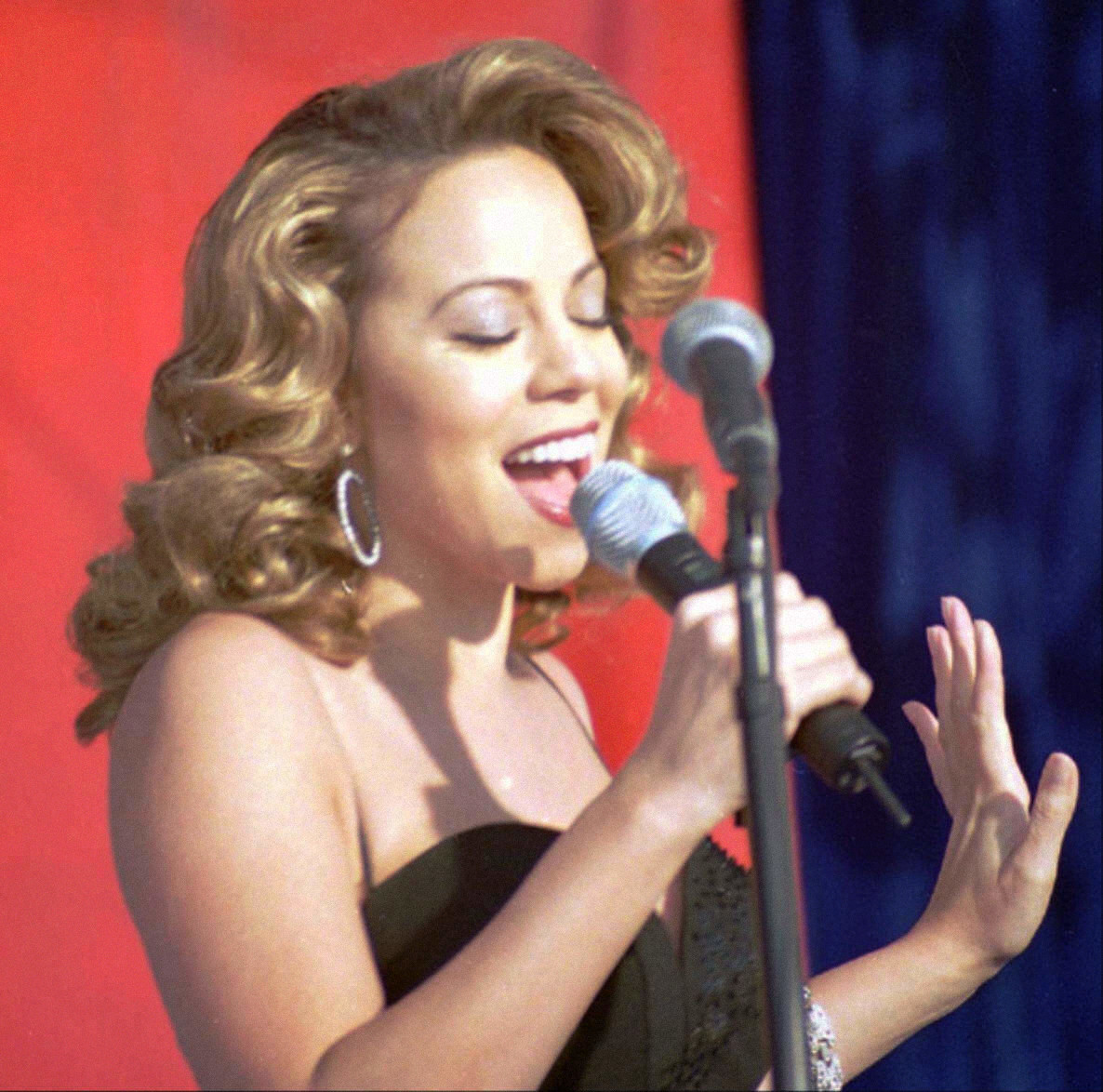
Carey na Base Aérea de Edwards durante a a produção do videoclipe "I Still Believe" em dezembro de 1998.

"When You Believe", o single principal do álbum, foi promovido como o primeiro single da trilha sonora original de O Príncipe do Egito e o álbum My Love Is Your Love de Houston. Foi dado um lançamento mais amplo do que "Sweetheart" e alcançou sucesso mundial. A canção atingiu os dois primeiros lugares na Noruega, Espanha, Suécia e Suíça, e entre os cinco primeiros na Bélgica, Países Baixos, França e Reino Unido. No Reino Unido, "When You Believe" se tornou um dos maiores sucessos de Carey, vendendo 260.000 unidades. Apesar de ter alcançado boa repercussão ao redor do mundo, "When You Believe" tocou moderadamente nos EUA, onde chegou ao número quinze. Servindo como o segundo single da obra, "I Still Believe" se mostrou mais forte nos EUA do que os singles anteriores do álbum, chegando ao número quatro. A canção foi disco de platina nos Estados Unidos, porém com fraco desempenho em outros territórios. "I Still Believe" teve um bom desempenho na Espanha, onde chegou ao número sete, e no Canadá, onde a música alcançou o top-10.
"Whenever Call" foi considerado para lançamento como single em meados de 1999, mas sua promoção foi cancelada devido ao lançamento iminente de "Heartbreaker", o primeiro single do álbum seguinte de Carey, Rainbow.
Outras músicas
"Sweetheart" foi lançado como single do primeiro álbum de Jermaine Dupri, Life in 1472, e depois incluído no #1. Nos Estados Unidos, devido a baixa rotação nas rádios da música, "Sweetheart" só alcançou o número 25 na Billboard' Bubbling Under Hot 100 Singles. Internacionalmente, a música teve um desempenho melhor, atingindo o pico entre os vinte primeiros na Alemanha e Suíça. "Do You Know Where You're Going To" foi lançado como um single promocional no Brasil e em algumas partes da Europa durante o mês de junho. A música apresentou desempenho fraco em todo o mundo, em qualquer grande mercado de música. Em dezembro de 1999, a gravadora da artista, Columbia, lançou o álbum de vídeo/DVD # 1's que continha videoclipes e gravações de apresentações ao vivo para os singles número um apresentados no #1, bem como "Heartbreaker", que foi número um durante esse tempo.

## Recepção da crítica
| Críticas profissionais | Críticas profissionais |
| Avaliações da crítica  | Avaliações da crítica  |
| Fonte                  | Avaliação              |
| ---------------------- | ---------------------- |
| AllMusic               | [ 26 ]                 |
| Robert Christgau       | Negativo               |
| Entertainment Weekly   | B−                     |
| NME                    | (1/10)                 |

O álbum recebeu críticas mistas de críticos de música. #1's foi premiado com quatro e meio de cinco estrelas de Heather Phares da AllMusic. Phares elogiou o conteúdo do álbum, sentindo que a seleção de músicas era muito comercial, mas muito forte. Além disso, Phares escreveu: "Sua carreira tem sido uma extraordinária sucessão de números e recordes no mundo da música, todo o seu catálogo de álbuns alcançou o status multi-platina da RIAA". Phares também comentou sobre o DVD que o acompanha, escrevendo: "Entrevistas e menus interativos fazem do #1's uma coleção de vídeos de DVD acima da média e que, sem dúvida, agradará a legião de fãs do Carey". Mark Bautz, um editor da Entertainment Weekly deu ao álbum um B-. Bautz achava que a principal limitação de Carey era "canções melancólicas e homogêneas", e que "ouvi-las meses distantes no rádio as tornava transitáveis, mas, juntas, no álbum, elas são como um elevador de um quilômetro e meio de comprimento". Enquanto criticava o álbum por sua seleção de músicas e conteúdo, ele elogiou as músicas "My All" e o remix de "Fantasy", escrevendo, "mas, Fantasy (com ODB) e My All se destacam como duas das melhores músicas pop dos anos 90".
Em uma crítica para o álbum de Carey em 2001, Greatest Hits, Sal Cinquemani, da revista Slant, achava que o álbum era apenas uma sequência dos sucessos mais comerciais e populares de Carey, no entanto, não era o melhor dela. Cinquemani elogiou Greatest Hits e escreveu: "Parece que foi ontem que fomos atendidos com #1s, uma coleção da série de recordes nas paradas de sucesso de Carey, mas o Greatest Hits de 27 faixas é o primeiro título adequado da compilação da cantora". Em seu guia consumidor para  The Village Voice, o crítico Robert Christgau deu ao álbum uma classificação de "escolha de corte", indicando "uma boa música em um álbum que não vale a pena seu tempo ou dinheiro; alguns (escolhas) são arbitrariamente pessoais, outros inescapavelmente sociais".

### Reconhecimento
Em 1998, Carey recebeu o World Music Awards por ter se tornado o "Melhor Artista de Gravação de Vendas no Mundo nos anos 90", bem como o prêmio de "Melhor Artista de R&B no Mundo". Carey recebeu o Billboard Music Awards de 1998 como Artist of the Decade. No BMI Music Awards de 1999, Carey levou para casa o cobiçado prêmio Songwriter of the Year. "When You Believe" foi nomeado no Grammy Awards de 2000 para Best Pop Collaboration with Vocals e ganhou um NAACP Image Award por Outstanding Duo ou Group. Além disso, a canção ganhou o prêmio de Best Original Song no 71º Academy Awards. Após o lançamento do álbum, Carey ganhou um Blockbuster Entertainment Awards na categoria de Favorite Female Artist, e Entertainer of the Year no Soul Train Music Awards. #1's ganhou um prêmio de disco de ouro do Japão em 1999 como Álbum Pop Internacional do Ano.

## Desempenho comercial
Como executivos da Columbia fizeram durante o desenvolvimento do álbum, Eric Boehlert, da Rolling Stone, notou a importância da data de lançamento do #1's e outros álbuns à venda durante o mesmo período: "Artistas que têm o hábito de bater grandes vendas durante as compras de fim de ano são sábios, como as vendas tradicionalmente disparam. Este ano não será exceção". O jornalista e autor Marc Shapiro, em sua biografia sobre Carey, atribuiu as altas vendas do álbum à presença de novas canções, escrevendo:
"O consenso entre a imprensa musical era que a insistência de Mariah em incluir o novo material fez toda a diferença em aumentar os números de vendas mais do que o esperado. Inclusive alguns novos com o antigo em um pacote de grandes sucessos foram tentados de tempos em tempos por outros artistas com vários graus de sucesso, mas com o triunfo dos #1s, se tornaria um elemento regular em quase todos os futuros álbuns de grandes sucessos. Como tal, o #1s foi uma retrospectiva sólida dos sucessos de Mariah, mas porque essas músicas eram frequentes no rádio, incluindo uma faixa de álbum favorita, ou duas, poderia ter feito uma boa mudança. As novas músicas eram um osso definitivo, mesmo que nenhuma delas realmente tenha subido ao nível espetacular de seu melhor ... elas adicionaram um toque agradável, mas um pouco mais".
#1s foi lançado na mesma semana que vários outros álbuns de músicos de alto perfil como Garth Brooks, Jewel, Method Man, Ice Cube e
Whitney Houston. A MTV News noticiou no dia 17 de novembro "o que está se configurando como a Super Terça-Feira da indústria da música ... a maioria dos espectadores sabe que as vendas da primeira semana não são tudo, mas também lhe dirão que elas são muito importantes". #1's entrou no Billboard 200 no número quatro, com 221.000 cópias vendidas em sua primeira semana. Em sua sexta semana de lançamento (encerrado em 2 de janeiro), as vendas semanais do álbum chegaram a 360.000 cópias. Permaneceu no top vinte por treze semanas e no gráfico por sessenta e duas semanas (fazendo duas reentradas). No Canadá, #1's foi certificado como triplo platina pela Canadian Recording Industry Association (CRIA), denotando vendas de 300.000 cópias.
Na Europa, o álbum teve sucesso, chegando ao top 10 em quase todos os principais mercados de música. Em 2003, o álbum recebeu uma certificação de dupla platina pela International Federation of the Phonographic Industry (IFPI), denotando comercialização de dois milhões de cópias em toda a Europa, até aquele ano. Na França, #1's foi certificado como platina dupla, com vendas estimadas de 800.000 cópias. Na Itália foi certificado como triplo-platina, com 300.000 cópias comercializadas. O álbum recebeu uma certificação de platina na Bélgica, Espanha, Suécia, Suíça e Reino Unido, onde vendeu 800.000 cópias. #1's recebeu uma certificação de ouro na Alemanha, Holanda e Noruega. Além de seu sucesso na Europa, o álbum teve suas maiores vendas no Japão (depois dos EUA), onde vendeu 3.250.000 cópias nos primeiros três meses após seu lançamento. No Japão, #1's continua sendo o álbum mais vendido no Japão por um artista não asiático e recebeu o prêmio por vender três milhões de cópias. O álbum foi certificado cinco vezes platina pela Recording Industry Association of America (RIAA), denotando vendas de cinco milhões de cópias em todo os Estados Unidos. O álbum vendeu mais de 21 milhões de cópias em todo o mundo.

## Lista das faixas
| #1's – Edição estadunidense |                                                   |                                                                | |                              |         |  |
| N.º                         | Título                                            | Letras                                                         | Música | Produtor(es)                 | Duração |  |
| 1.                          | "Sweetheart" (com Jermaine Dupri)                 | Rainy Davis Peter Warner                                       | Davis Warner | Jermaine Dupri Mariah Carey  | 4:25    |  |
| 2.                          | "When You Believe" (dueto com Whitney Houston)    | Mariah Carey Stephen Schwartz Babyface                         | Carey Schwartz | Babyface                     |         |  |
| 3.                          | "Whenever You Call" (com Brian McKnight)          | Carey                                                          | Carey Walter Afanasieff | Carey Afanasieff             | 4:23    |  |
| 4.                          | "My All"                                          | Carey                                                          | Carey Afanasieff | Carey Afanasieff             | 3:52    |  |
| 5.                          | "Honey"                                           | Carey                                                          | Carey Sean "Puffy" Combs Kamaal Fareed Steven "Stevie J" Jordan Stephen Hague Bobby Robinson Ronald Larkins Larry Price Malcolm McLaren | Combs The Ummah Jordan Carey | 5:00    |  |
| 6.                          | "Always Be My Baby"                               | Carey                                                          | Carey Dupri Manuel Seal |                              | 4:20    |  |
| 7.                          | "One Sweet Day" (com Boyz II Men)                 | Carey Michael McCary Nathan Morris Wanya Morris Shawn Stockman | Carey Afanasieff | Carey Afanasieff             | 4:42    |  |
| 8.                          | "Fantasy" (Bad Boy Remix) (com Ol' Dirty Bastard) | Carey Chris Frantz Tina Weymouth                               | Carey Dave "Jam" Hall Frantz Weymouth Adrian Belew Steven Stanley                                                                       | Carey Hall Combs             | 4:54    |  |
| 9.                          | "Hero"                                            | Carey                                                          | Carey Afanasieff | Carey Afanasieff             | 4:20    |  |
| 10.                         | "Dreamlover"                                      | Carey                                                          | Carey Hall | Carey Afanasieff Hall        | 3:54    |  |
| 11.                         | "I'll Be There" (com Trey Lorenz)                 | Hal Davis Berry Gordy Willie Hutch Bob West                    | Davis Gordy Hutch West | Carey Afanasieff             | 4:25    |  |
| 12.                         | "Emotions"                                        | Carey                                                          | Carey David Cole Robert Clivillés | Carey Cole Clivillés         | 4:10    |  |
| 13.                         | "I Don't Wanna Cry"                               | Carey Narada Michael Walden                                    | Carey Walden | Carey Walden                 | 4:49    |  |
| 14.                         | "Someday"                                         | Carey Ben Margulies                                            | Carey Margulies | Carey Margulies              | 4:07    |  |
| 15.                         | "Love Takes Time"                                 | Carey Margulies                                                | Carey Margulies | Carey Margulies              | 3:31    |  |
| 16.                         | "Vision of Love"                                  | Carey Margulies                                                | Carey Margulies | Rhett Lawrence Walden        |         |  |
| 17.                         | "I Still Believe"                                 | Antonina Armato Giuseppe Cantarelli                            | Armato Cantarelli | Carey Jordan Mike Mason      | 3:56    |  |
| Duração total:              | Duração total:                                    | Duração total:                                                 | Duração total: | Duração total:               | 73:13   |  |

| #1's – Edição internacional |                                                           |                              |                   |                         |         |  |
| N.º                         | Título                                                    | Letras                       | Música            | Produtor(es)            | Duração |  |
| 13.                         | "Someday"                                                 | Carey Margulies              | Carey Margulies   | Carey Margulies         | 4:07    |  |
| 14.                         | "Love Takes Time"                                         | Carey Ben Margulies          | Carey Margulies   | Carey Margulies         | 3:49    |  |
| 15.                         | "Vision of Love"                                          | Carey Margulies              | Carey Margulies   | Lawrence Walden         | 3:31    |  |
| 16.                         | "I Still Believe"                                         | Armato Cantarelli            | Armato Cantarelli | Carey Jordan Mike Wason |         |  |
| 17.                         | "Without You"                                             | Pete Ham Tom Evans           | Carey Afaniseff   | Carey Afansieff         | 3:35    |  |
| 18.                         | "Do You Know Where You're Going To (Theme from Mahogany)" | Michael Masser Gerald Goffin | Masser Goffin     | Carey Jordan            | 3:47    |  |
| Duração total:              | Duração total:                                            | Duração total:               | Duração total:    | Duração total:          | 75:54   |  |

| #1's – Faixa bônus da edição japonesa |                                   |                |                  |                  |         |  |
| N.º                                   | Título                            | Letras         | Música           | Produtor(es)     | Duração |  |
| 19.                                   | "All I Want for Christmas is You" | Carey          | Carey Afanasieff | Carey Afanasieff | 4:01    |  |
| Duração total:                        | Duração total:                    | Duração total: | Duração total:   | Duração total:   | 79:55   |  |

## Créditos
Adaptado das notas do Number 1's.
| - Mariah Carey – vocais principais, vocais de fundo - Walter Afanasieff – teclados, teclados adicionais, sintetizadores - Dave Hall – sintetizadores, teclados, programação de ritmo - Ben Margulies – bateria, teclados, programação - Babyface – arranjador - Narada Michael Walden – bateria - Dan Shea – bateria, percussão - Ric Wake – programação de bateria - Rhett Lawrence - teclados - Robert Clivillés – bateria, percussão - Loris Holland – sintetizadores, teclados, programação de ritmo - David Cole – teclados - Sean "Puffy" Combs – vocais de fundo, teclados, sintetizadores - Cory Rooney – programação de bateria, teclados - Kamall Fareed – programação, bateria - James T. Alfano – programação, guitarras - Anthony Henderson – guitarras, vocais de fundo, teclados - Charles Scruggs – baixo, vocais de fundo, teclados - Steven Jordan – programação - Cindy Mizelle – vocais de fundo - Mark C. Rooney – vocais de fundo - Melonie Daniels – vocais de fundo - Kelly Price – vocais de fundo - Shanrae Price – vocais de fundo | Produção - Mariah Carey – arranjadora - Walter Afanasieff – arranjador - Dave Hall – arranjador - Babyface – arranjador - Narada Michael Walden – arranjador, produção adicional, arranjo rítmico - Ric Wake – arranjo adicional - Rich Tancredi – arranjo adicional - Patrick Dillett – engenheiro, gravação, mixagem - Bob Cadway – engenheiro, gravação, mixagem - Rhett Lawrence – gravação, mixagem, arranjador - Dana Jon Chappelle – engenheira, mixagem, engenharia adicional - Missy Elliott – arranjadora - Albert Johnson – engenharia vocal, baixo, bateria - David Morales – sintetizadores, percussão de tambor, baixo - Bobby Robinson – engenheiro, mixagem de faixa - Bob Rosa – engenheiro, engenheiro de mixagem - David Gleeson – engenheiro - Dana Jon Chappelle – engenheira, engenharia vocal - Chave de Acar – engenheiro - Frank Filipetti – engenheiro - Mark Krieg – segundo engenheiro - Kirk Yano – engenheiro de rastreamento adicional - Mick Guzauski – mixagem - Bob Ludwig – masterização, Gateway Master Studios |

## Desempenho nas tabelas musicais
| Chart (1998–99)                         | Maior posição |
| --------------------------------------- | ------------- |
| Alemanha (Offizielle Deutsche Charts)   | 10            |
| Austrália (ARIA)                        | 6             |
| Áustria (Ö3 Austria Top 40)             | 6             |
| Bélgica (Ultratop Flandres)             | 11            |
| Bélgica (Ultratop Valônia)              | 6             |
| Canadá (Billboard)                      | 6             |
| Dinamarca (Hitlisten)                   | 6             |
| Escócia (Official Scottish Albums)      | 26            |
| Espanha (PROMUSICAE)                    | 5             |
| Estados Unidos (Billboard 200)          | 4             |
| Estados Unidos (Top R&B/Hip Hop Albums) | 6             |
| Europa (Billboard European Albums)      | 5             |
| Finlândia (Suomen virallinen lista)     | 9             |
| França (SNEP)                           | 2             |
| Hungria (MAHASZ)                        | 15            |
| Irlanda (IRMA)                          | 10            |
| Itália (FIMI)                           | 6             |
| Japão (Oricon)                          | 1             |
| Malásia (RIM)                           | 1             |
| Noruega (VG-lista)                      | 6             |
| Nova Zelândia (RMNZ)                    | 13            |
| Portugal (AFP)                          | 10            |
| Países Baixos (Dutch Charts)            | 15            |
| Reino Unido (Official Albums Chart)     | 10            |
| Reino Unido (UK R&B Albums Chart)       | 1             |
| Suécia (Sverigetopplistan)              | 8             |
| Suíça (Schweizer Hitparade)             | 3             |

| Chart (1998)                                      | Posição |
| ------------------------------------------------- | ------- |
| Austrália (ARIA)                                  | 43      |
| Bélgica (Ultratop Flanders)                       | 62      |
| Bélgica (Ultratop Wallonia)                       | 55      |
| Japão (Oricon)                                    | 24      |
| Noruega (VG-lista)                                | 11      |
| Reino Unido (OCC)                                 | 30      |
| Chart (1999)                                      | Posição |
| Alemanha (Offizielle Top 100)                     | 35      |
| Austrália (Ö3 Austria)                            | 43      |
| Bélgica (Ultratop Flanders)                       | 64      |
| Bélgica (Ultratop Wallonia)                       | 25      |
| Canadá (RPM)                                      | 67      |
| Canadá (Hitlisten)                                | 90      |
| Estados Unidos (Billboard 200)                    | 19      |
| Estados Unidos (Billboard Top R&B/Hip-Hop Albums) | 24      |
| França (SNEP)                                     | 6       |
| Itália (Hit Parade Italia)                        | 38      |
| Japão (Oricon)                                    | 11      |
| Países Baixos (MegaCharts)                        | 62      |
| Reino Unido (OCC)                                 | 95      |
| Suíça (Schweizer Hitparade)                       | 29      |

## Certificações e vendas
| Região                                                                                             | Certificação | Vendas     |
| -------------------------------------------------------------------------------------------------- | ------------ | ---------- |
| Alemanha (BVMI)                                                                                    | Ouro         | 250,000^   |
| Austrália (ARIA)                                                                                   | Platina      | 70,000^    |
| Bélgica (BEA)                                                                                      | Platina      | 50,000*    |
| Brasil (Pro-Música Brasil)                                                                         | Platina      | 250,000*   |
| Canadá (Music Canada)                                                                              | 3× Platina   | 300,000^   |
| Espanha (PROMUSICAE)                                                                               | Platina      | 100,000^   |
| Estados Unidos (RIAA)                                                                              | 5× Platina   | 3,900,000  |
| França (SNEP)                                                                                      | 2× Platina   | 732,400    |
| Japão (RIAJ)                                                                                       | 3× Diamante  | 3,250,000  |
| Nova Zelândia (RMNZ)                                                                               | 5× Platina   | 30,000^    |
| Noruega (IFPI Noruega)                                                                             | Ouro         | 25,000*    |
| Países Baixos (NVPI)                                                                               | Platina      | 100,000^   |
| Reino Unido (BPI)                                                                                  | 2× Platina   | 600,000    |
| Suécia (GLF)                                                                                       | Platina      | 80,000^    |
| Suíça (IFPI Suíça)                                                                                 | Platina      | 50,000^    |
| Resumo                                                                                             |              |            |
| Europa (IFPI)                                                                                      | 2× Platina   | 2,000,000* |
| *números de vendas baseados somente na certificação ^distribuições baseadas apenas na certificação |              |            |